# ستيوارت شايس
ستيوارت شايس (بالإنجليزية: Stuart Chase) (و. 1888 – 1985 م) هو اقتصادي، ومهندس أمريكي، ولد في سومرسوورث، توفي عن عمر يناهز 97 عاماً.

## التعليم
تعلم في جامعة هارفارد، ومعهد ماساتشوستس للتكنولوجيا.